# Mazerulles
Mazerulles település Franciaországban, Meurthe-et-Moselle megyében. Lakosainak száma 285 fő (2022. január 1.). Mazerulles Amance, Brin-sur-Seille, Champenoux, Erbéviller-sur-Amezule, Moncel-sur-Seille és Sornéville községekkel határos.

## Népesség
A település népességének változása:
| Lakosok száma | 150  | 264  | 272  | 248  | 260  | 266  | 271  | 279  | 279  | 285  |
|               | 1968 | 1982 | 1990 | 2006 | 2013 | 2015 | 2017 | 2019 | 2020 | 2022 |